# Лусићи
Лусићи су насељено мјесто на подручју града Бање Луке, Република Српска, БиХ. Припадају месној заједници Стричићи.

## Становништво
|        | 2013.        | 1991.        | 1981.        | 1971.        |
| Укупно | 112 (100,0%) | 339 (100,0%) | 446 (100,0%) | 541 (100,0%) |
| Срби   | 112 (100,0%) | 338 (99,71%) | 442 (99,10%) | 539 (99,63%) |
| Хрвати | –            | 1 (0,295%)   | 1 (0,224%)   | –            |
| Остали | –            | –            | 3 (0,673%)   | 2 (0,370%)   |

| Демографија | Демографија | Демографија |
| Година      | Становника  | Становника  |
| ----------- | ----------- | ----------- |
| 1961.       | 620         |             |
| 1971.       | 541         |             |
| 1981.       | 446         |             |
| 1991.       | 339         |             |